# 埃爾塔波

埃爾塔波（西班牙語：El Tabo），是智利的城鎮，位於該國中部瓦爾帕萊索大區的聖安東尼奧省，距離聖地亞哥-德智利120公里，面積98.8平方公里，2012年人口8,161人，人口密度每平方公里83人。
33°27′31″S 71°39′43″W / 33.45861°S 71.66194°W